# Agostino Antonio Giorgi
Agostino Antonio Giorgi (San Mauro Pascoli, 10 maggio 1711 – Roma, 4 maggio 1797) è stato un orientalista e bibliotecario italiano.

## Biografia

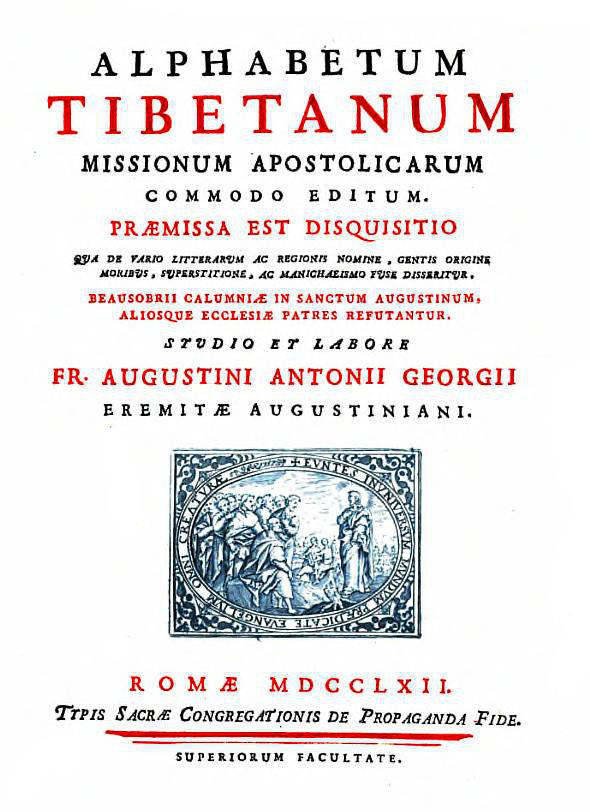

Figlio di Antonia Semprini e di Antonio Giorgi e fu battezzato col nome Francesco Maria. A dodici anni perse il padre Antonio e a quindici anni entrò nell'ordine agostiniano. Rinunciò solenne ai propri beni in favore del nonno paterno, che si occupò delle spese della vestizione, svolse il noviziato nel convento di San Giacomo Maggiore a Bologna e ricevette gli ordini sacri dal cardinale Prospero Lambertini, futuro papa Benedetto XIV. Come frate scelse il nome di Agostino Antonio, in onore di sant'Agostino e in memoria del padre.
Nel corso della sua carriera ecclesiastica fu procuratore del suo ordine e vicario generale. Fu inoltre consultore del Sant'Uffizio a Roma.
Entrò in contrasto con i Gesuiti e scrisse la Polemica contro i Gesuiti.
Sin da prima di consacrarsi alla vita religiosa si era interessato dello studio delle lingue, soprattutto quelle orientali: ne imparò undici, fra cui il greco, l'ebraico e il siriaco. Mise a frutto i suoi studi pubblicando libri di glottologia e una grammatica copta. Pubblicò nel 1762 la prima opera che avesse per argomento il Tibet (Alphabetum Tibetanum).
Chiamato a Roma dal papa Benedetto XIV, diresse a partire dal 1752 e fino alla morte la Biblioteca Angelica. Fu inoltre professore presso la Sapienza.
Morì il 5 maggio del 1797 a 86 anni. Fu sepolto nella chiesa di Sant'Agostino a Roma e l'orazione funebre fu pronunciata da padre Lemos. Sulla sua tomba è incisa un'iscrizione laudativa, dettata dall'amico Gaetano Marini.

## Opere
- Alphabetum Tibetanum, Roma, Sacri Congregationis de Propaganda Fide, 1762  Volume1 Volume 1
- [traduzione dall'arabo della] Controverse sur la religion chretienne et celle des Mahometans, entre trois docteurs musulmans, & un religieux de la Nation Maronite, A Paris, Chez La Combe Libraire Quai de Conti, 1767  (tradotta dall'arabo)
- Christotimi Ameristae Adversus epistolas duas ab anonymo censore in dissertationem commonitoriam Camilli Blasii de festo cordis Jesu vulgatas antirrheticus, Romae, apud Benedictum Francesi, 1772 (traduzione in latino)
- De inscriptionibus Palmyrenis, Romae, apud Antonium Fulgonium, 1782 (sulle iscrizioni di Palmira)
- Fragmentum Evangelii S. Johannis graeco-thebaicum saec. IV, Romae, apud Antonium Fulgonium, 1789 (traduzione in latino)